# Non mi avete fatto niente
«Non mi avete fatto niente» (en español: «No me habéis hecho nada») es una canción interpretada por Ermal Meta y Fabrizio Moro. El tema representó a Italia en el Festival de la Canción de Eurovisión 2018, tras su victoria en el Festival de San Remo 2018.

## Significado
La canción trata sobre las guerra alrededor del mundo y sobre los ataques terroristas en Europa - en el texto se citan las ciudades de Londres, París, Niza, El Cairo y Barcelona. El tema fue escrito a raíz del Atentado de Mánchester de 2017.